# ريبيكا إل. بيندر
ريبيكا إل. بيندر (بالإنجليزية: Rebecca L. Binder) هي مهندسة معمارية أمريكية، ولدت في 1951 في نيوجيرسي في الولايات المتحدة.